# أيزو 3166-2:AR

خريطة التقسيمات الإدارية لـ XY

أيزو 31166-2:AR هو الجزء المخصص لدولة الأرجنتين في أيزو 3166-2، وهو جزء من معيار أيزو 3166 الذي نشرته المنظمة الدولية للتوحيد القياسي (أيزو)، والذي يُعرف رموز لأسماء التقسيمات الرئيسية (مثل الأقاليم، الجهات، المقاطعات أو الولايات) من جميع البلدان في ترميز أيزو 3166-1.
يتكون كل رمز من جزئين مفصولين بواصلة. الجزء الأول هو AR، وهو رمز وأيزو 3166-1 حرفي 2 للبلد. أما الجزء الثاني فهو عبارة عن حرفين.

## الرموز الحالية
| الرمز | التقسيم                      | الفئة  |
| ----- | ---------------------------- | ------ |
| AR-C  | بوينس آيرس                   | city   |
| AR-B  | بوينس آيرس (محافظة)          | محافظة |
| AR-K  | كاتاماركا (محافظة)           | محافظة |
| AR-H  | شاكو (محافظة)                | محافظة |
| AR-U  | تشوبوت (محافظة)              | محافظة |
| AR-X  | كوردوبا (محافظة)             | محافظة |
| AR-W  | كوريينتس (محافظة)            | محافظة |
| AR-E  | إنتري ريوس (محافظة)          | محافظة |
| AR-P  | فورموسا (محافظة)             | محافظة |
| AR-Y  | خوخوي (محافظة)               | محافظة |
| AR-L  | لا بامبا (محافظة)            | محافظة |
| AR-F  | لا ريوخا (محافظة)            | محافظة |
| AR-M  | مندوسا (محافظة)              | محافظة |
| AR-N  | ميسيونس (محافظة)             | محافظة |
| AR-Q  | نيوكوين (محافظة)             | محافظة |
| AR-R  | ريو نيغرو (محافظة)           | محافظة |
| AR-A  | سالتا (محافظة)               | محافظة |
| AR-J  | سان خوان (محافظة)            | محافظة |
| AR-D  | سان لويس (محافظة)            | محافظة |
| AR-Z  | محافظة سانتا كروز، الأرجنتين | محافظة |
| AR-S  | سانتا في (محافظة)            | محافظة |
| AR-G  | سانتياغو ديل استيرو (محافظة) | محافظة |
| AR-V  | محافظة أرض النار (الأرجنتين) | محافظة |
| AR-T  | توكومان (محافظة)             | محافظة |